# Lymantria rhodina
Lymantria rhodina este o specie de molii din genul Lymantria, familia Lymantriidae, descrisă de Walker 1865 Conform Catalogue of Life specia Lymantria rhodina nu are subspecii cunoscute.